# 황소자리 세타
황소자리 세타 1은 황소자리 세타에 있는 항성계인 동시에 히아데스 성단의 구성원 중 하나이기도 하다. 지구에서 약 155광년 떨어져 있다.
황소자리 세타에서 가장 밝게 보이는 두 별은 황소자리 세타1과 세타2로, 밤하늘에서 5.62분각 떨어져 있다. 황소자리 세타1의 고유 명칭은 파이오(Φαιω)이며 황소자리 세타2는 파이실라(Φαισυλα)로, 히아데스의 일곱 남매 이름에서 따왔다.
세타1은 세타2보다 약간 어두운데(겉보기 등급 +3.84) 분광형 K의 오렌지색 거성이다. 세타2는 세타1보다 약간 더 밝으며(겉보기 등급 +3.40) 분광형 A의 거성이다. 세타2는 방패자리 델타형 변광성으로 밝기는 1.82시간 주기로 +3.35에서 +3.42까지 변한다.
두 별 모두 분광쌍성으로 적어도 한 개의 동반성을 거느리고 있다. 세타1은 0.082초각 떨어진 곳에 7등급 밝기의 동반성을 거느리고 있다(이는 약 4 천문단위 거리이다). 세타2는 0.005초각 떨어진 곳에 6등급 동반성을 거느리고 있으며 이는 약 2 천문단위 거리에 해당된다. 세타2의 두 별은 서로의 질량 중심을 141일에 한 바퀴 돈다.

## 참고 문헌
- “HD 28307 -- Star in double system”. 《SIMBAD Astronomical Database》.
- “HD 28319 -- Variable Star”. 《SIMBAD Astronomical Database》.
- Star Names